# Urni

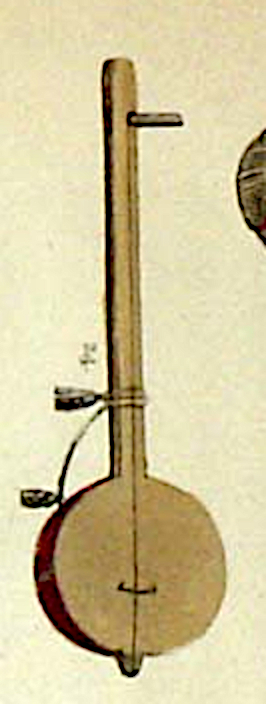
Oorni genannte Spießgeige mit Kokosnussresonator und Bambusstab, im Unterschied zur urni der Dhimal mit einem Stimmwirbel. Handkolorierter Kupferstich in Frederic Shoberl, The World in Miniature: Hindoostan, 1821

Urni (Nepali उर्नी), veraltete englische Umschrift oorni, ist eine einsaitige Schalenspießgeige, die von den Dhimal im Osten der nepalesischen Tiefebene Terai und im zu Indien gehörenden Distrikt Darjeeling gespielt wird. Das seltene regionale Streichinstrument mit einem Resonator aus einer Kokosnussschale steht mit einer Reihe ähnlicher ein- oder zweisaitiger Spießlauten in Südasien in Beziehung und gehört mit seiner einfachen Konstruktion ohne Wirbel zu den ältesten Vertretern dieses Instrumententyps.

## Herkunft und Verbreitung
Neben Musikbögen sind ein- oder zweisaitige Röhrenzithern die ältesten hergestellten Saiteninstrumente. Zum einfachsten Typ dieser Zithern, bei denen Resonanzkörper und Saitenträger identisch sind, gehört in Nepal die Bambusröhrenzither yalambar. Ab dem 2. Jahrtausend v. Chr. erscheinen im Alten Ägypten auf Abbildungen die ersten Lauteninstrumente, die aus einem Resonanzkörper und Saitenträger in einer untrennbaren Verbindung bestehen. Die einfachste Form dieser Konstruktion und mit einigen Eigenschaften den ursprünglichen Musikbögen nahestehend sind Spießlauten, bei denen ein Stab als Saitenträger durch einen Resonanzkörper hindurchgesteckt und die einzige Saite ohne Wirbel am oberen Ende des Stabes festgebunden ist.
Die frühesten, ab dem 1. Jahrtausend v. Chr. nachweisbaren Saiteninstrumente in der indischen Kultur sind in der altindischen Literatur unter anderem als vina bezeichnete Bogenharfen und Stabzithern. Letztere ersetzten die nach der Mitte des 1. Jahrtausends verschwundenen Bogenharfen und sind heute in ihrer einfachsten Form nur noch in wenigen kleinen Rückzugsgebieten in der Volksmusik erhalten, etwa als einsaitige Stabzither tuila in Ostindien. Auch wenn in der modernen Instrumentenklassifizierung Zithern und Lauteninstrumente verschiedene Gruppen bilden, ist der Unterschied zwischen einem Musikbogen oder einer einfachen Stabzither mit einem Resonanzkörper aus einer an den Stab angebundenen Kalebassenhalbschale wie der tuila und einer Schalenspießlaute mit einem vom Stab durchbohrten Korpus gering. In beiden Fällen fehlt ein Griffbrett, die Saite verläuft schräg und mit Abstand zum Stab.
Wann die einsaitigen Spießgeigen in Indien aufkamen, ist unklar. Ihre Herkunft verliert sich namentlich mit der ravanahattha in mythischen Göttererzählungen. Die älteste bekannte Schriftquelle, wonach der mythische Dämonenkönig Ravana der Erfinder eines Saiteninstruments gewesen sein soll, stammt aus dem 5./6. Jahrhundert. Bigamudre Chaitanya Deva (1977) hält es für möglich, dass Tempelreliefs ab dem 10. Jahrhundert mit dem Bogen gestrichene Saiteninstrumente zeigen. Deren Interpretation ist jedoch unsicher. In der zweiten Hälfte des 12. Jahrhunderts berichtete der in Gujarat lebende König Haripala von einer pinaki vina, deren Stab aus Bambus mit einer Tiersehne als Saite bespannt war, die mit einem Bogen (karmuka) aus mit Harz eingeriebenem Ziegenhaar gestrichen wurde.
Einfache Formen von gezupften oder gestrichenen Spießlauten sind bis heute in Südasien weit verbreitet. Irgendwann fand ein Übergang von den gezupften Lauten (wie der nordindischen ektara, „eine Saite“) zu den gestrichenen Spießgeigen statt. Unter den Streichinstrumenten kommen in der regionalen Volksmusik vor allem die einfachsten Varianten mit einer Kokosnuss oder einer Holzschale als Resonator vor. Den Resonator hält der Spieler entweder im Bereich einer Schulter gegen den Oberkörper mit einer Hand am Ende des schräg nach vorn und unten gerichteten Stabs, während er die Saite mit dem Bogen in der anderen Hand streicht, oder er hält das Musikinstrument wie die erhu und andere chinesische Röhrenspießgeigen senkrecht mit dem Korpus nach unten.
Neben der urni gehören zu dieser Gruppe unter anderem die pena im nordostindischen Bundesstaat Manipur, die banam in den ostindischen Bundesstaaten Jharkhand und Odisha, die kingri der Pardhans in Andhra Pradesh und die pulluvan vina im südindischen Bundesstaat Kerala. Einsaitige Spießgeigen mit Kokosnussresonator spielen auch die tibetobirmanischen Hruso in Arunachal Pradesh und mit einem Resonator aus einer Kokosnuss oder einer Kalebasse einige Gruppen der Naga in Nordostindien. Diese Fiedeln stehen mutmaßlich mit ähnlichen Instrumenten in China in Verbindung. In China sind vor allem Röhrenspießgeigen vom Typ der erhu verbreitet, von denen die in der tibetischen Volksmusik gespielte piwang und die namens- und formverwandte chiwang in Bhutan abstammen.
Der aus dem Persischen übernommene Name sarangi für eine in ganz Nordindien verbreitete Streichlaute mit kurzem Hals bezeichnet das in Nepal am häufigsten gespielte Streichinstrument vom Typ der sarinda, das in Westnepal die gezupfte Laute arbajo verdrängt hat. Die dhanu sarangi (von Sanskrit dhanu, „Bogen“) war in Westnepal eine heute verschwundene Langhalslaute mit einem Bambusstab, ein bis drei Saiten und einem kreisrunden schalenförmigen Korpus. Der hölzerne Streichbogen war mit Pferdehaar bespannt. Ektara bezeichnet außer nordindischen Zupflauten in Nepal auch einsaitige Schalenspießgeigen, von denen die urni eine regionale Variante ist. Die im Distrikt Chitwan im Terai lebenden Tharu nennen die einsaitige Spießgeige ek tare reuni zur Unterscheidung von der zweisatigen reuni. Ihr Korpus wird aus Karam-Holz (Adina cordifolia), der etwa 60 Zentimeter lange Stab aus Sissau-Holz (Dalbergia sissoo) und die Saite aus Ziegendarm hergestellt. Bei der gleich langen dhanus baja der im Terai lebenden Doma-Kaste besteht der Saitenträger aus einem gebogenen Bambusrohr. Die mayura (Sanskrit mayura, „Pfau“) im Distrikt Rautahat im Terai unterscheidet sich von der unri und der ek tare reuni namentlich – wie bei der nordindischen mayuri vina – durch eine geschnitzte Pfauenfigur am oberen Ende. Ihr runder Korpus besteht aus Holz oder Kupfer und ist mit Waranhaut bespannt. Zwei Saiten besitzen die ansonsten baugleiche kingaruwa der Kingari-Kaste im Distrikt Banke im Westen des Terai und die pinwacha der Jyapu-Kaste im Kathmandutal.

## Bauform
Zur Herstellung der urni wird ein gerader Ast des Dalbergia sissoo-Baums an einem Ende auf einer Länge von 10 bis 15 Zentimetern zu einem Rundstab von etwa einem Zentimeter Durchmesser ausgedünnt und mit diesem Ende durch zwei gegenüberliegende Löcher einer Kokosnusshalbschale hindurchgesteckt, sodass der Stab am unteren Ende etwas hervorsteht. Als Decke wird eine kreisrund ausgeschnittene Tierhaut über die Öffnung der Korpusschale gelegt und mit einer an den überstehenden Rändern in gleichmäßigen Abständen festgenähten Schnur verspannt. Die Spannschnur verläuft V-förmig bis zu einem Schnurring an der Unterseite des Korpus. Im Korpusboden ist ein Schallloch eingeschnitten. Von einer am Spießende umgelegten Schnurschlaufe verläuft die Saite aus Rosshaar bis zum oberen Drittel des Saitenträgers, wo sie ohne Wirbel an einer um den Stab gewickelten Schnur befestigt ist. Dies entspricht der einfachsten und ältesten Konstruktionsmethode von Spießlauten. Ram Prasad Kadel (2007) gibt die Länge des Saitenträgers mit 45 Zentimetern und den Durchmesser des Korpus mit 15 Zentimetern an. Ein in der Mitte der Hautdecke aufgelegtes Stück Holz dient als Steg.
Urni heißt bei den Dhimal auch eine Spießgeige, deren runder Korpus und Saitenträger aus einem Holzstück geschnitzt wurde. In diesem Fall ist der Korpus mit einem größeren Abstand vom unteren Ende des Saitenträgers positioniert. Laut Ram Prasad Kadel wird hierfür das Holz des Jackfruchtbaums (Artocarpus heterophyllus, Nepali katahar) verwendet.
Der Streichbogen besteht aus einem dünnen Bambusrohr, das ebenfalls mit Rosshaar bespannt ist.

## Spielweise

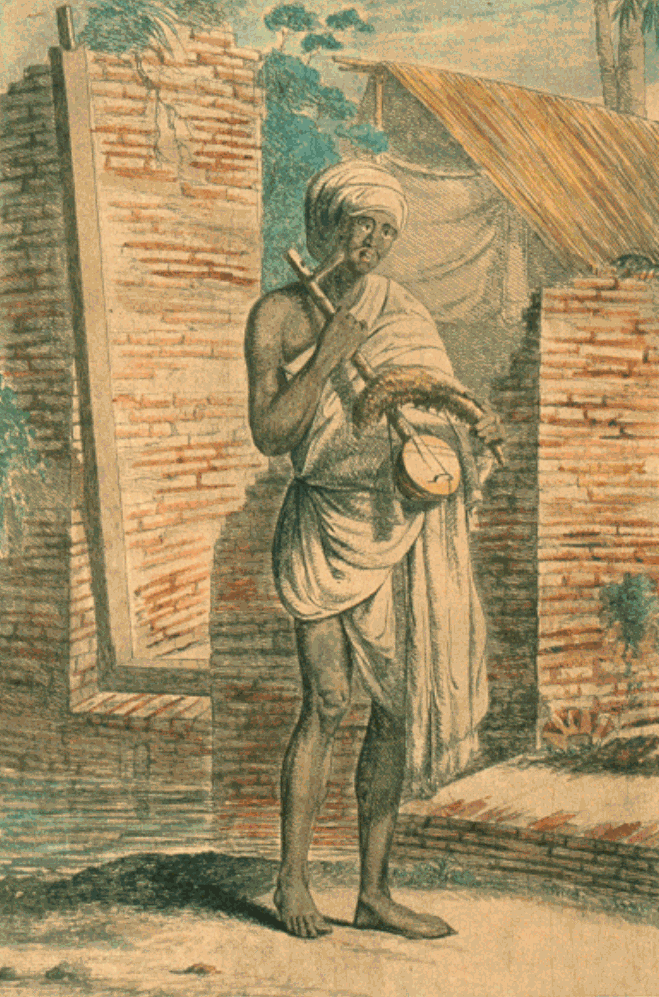
Oorni. Abbildung in François Balthazar Solvyns, 1799

Die Dhimal gehören zu den tibetobirmanische Sprachen sprechenden Ethnien, die zusammenfassend als Kiranti (Kirati) bezeichnet werden. Sie siedeln im östlichen nepalesischen Terai und im Distrikt Darjeeling, der zum indischen Bundesstaat Westbengalen gehört. Im Jahr 2004 lebten knapp 20.000 der als „marginalisiert“ eingestuften Ethnie in Nepal. In Westbengalen werden sie den Other Backward Classes zugeordnet und in der britischen Kolonialzeit zählten sie zu den „nichtarischen Stämmen“.
Der flämische Maler und Ethnograph François Balthazar Solvyns (1760–1824) hielt sich von 1791 bis 1803 in Bengalen auf, wo er in zahlreichen farbigen Zeichnungen die Alltagskultur dokumentierte. Die Musiker mit ihrer als exotisch empfundenen Musik stellte er generell mehrheitlich als Mitglieder unterer und verachteter Kasten dar. Unter den 35 Tafeln zu Musikinstrumenten in seiner 1799 veröffentlichen Beschreibung der bengalischen Kultur zeigt er in Tafel 155 eine „oorni“. Zur abschätzig bewerteten urni erklärt Solvyns – wobei er sich offenbar allgemein auf diesen Typus von Spießgeigen mit Kokosnussresonatoren bezieht, das Musikinstrument sei in ganz Indien verbreitet, werde aber in den großen Städten nur von Stallknechten, Latrinenputzern und anderen untersten Kasten gespielt. Den Klang hält er für Katzengejaule oder Geschrei eines Wildtieres, jedenfalls für schrill und monoton. Ein Ton werde für Minuten beibehalten, bevor der Spieler auf einen tieferen oder höheren Ton wechsle. Immerhin gesteht er zu, dass die häufig zur Liedbegleitung gespielte urni von Musikern und Zuhörern sehr geschätzt wurde. Gelegentlich ließ der in Calcutta lebende Solvyns die zu sehr in seiner Nähe im Freien musizierenden urni-Spieler durch seine Diener vertreiben. Solvyns Abbildung einer urni zeigt ein Instrument mit einem Stimmwirbel und mit einer Reihe von am Bogen befestigten Schellen (ghungru), die bis heute häufig an Volksmusikinstrumenten den Rhythmus akzentuieren und ansonsten zu diesem Zweck von Tänzerinnen an den Füßen getragen werden.
Der Musiker hält die urni im Stehen oder Sitzen ungefähr senkrecht vor dem Oberkörper mit einer Hand etwa in der Mitte des Saitenträgers unterhalb der Stelle, an der die Saite festgebunden ist. Mit den Fingern dieser Hand verkürzt er die Saite und mit der anderen Hand streicht er den Bogen.
Während andere Spießgeigen in Nepal heute mehr oder weniger schnell im Verschwinden begriffen sind, ist die urni bei den Dhimal nach wie vor beliebt. Sie wird bei religiösen Zeremonien zur Verehrung der Götter ihrer mit dem Hinduismus vermischten Volksreligion und bei Totengedenkfeiern für die Ahnen gespielt. Damit entspricht sie der zur Begleitung religiöser Gesänge (kirtan) verwendeten ektara.